# Rajd Antibes 1999
Rajd Antibes 1999 (34. Rallye d'Antibes - Rallye d'Azur) – 34 edycja rajdu samochodowego Rajd Antibes rozgrywanego we Francji. Rozgrywany był od 22 do 24 października 1999 roku. Była to czterdziesta ósma runda Rajdowych Mistrzostw Europy w roku 1999 (rajd miał najwyższy współczynnik - 20) i zarazem ósma runda Rajdowych Mistrzostw Francji w roku 1999. Składał się z 18 odcinków specjalnych.

## Klasyfikacja rajdu
| Miejsce                         | Kierowca                     | Pilot                        | Samochód                     | Czas                         | Strata                       |                              |
| Klasyfikacja generalna i ERC    | Klasyfikacja generalna i ERC | Klasyfikacja generalna i ERC | Klasyfikacja generalna i ERC | Klasyfikacja generalna i ERC | Klasyfikacja generalna i ERC | Klasyfikacja generalna i ERC |
| ------------------------------- | ---------------------------- | ---------------------------- | ---------------------------- | ---------------------------- | ---------------------------- | ---------------------------- |
| 1.                              | Philippe Bugalski            | Jean-Paul Chiaroni           | Citroën Xsara Kit Car        | 3:30:21.1                    | 0.0                          |                              |
| 2.                              | Enrico Bertone               | Massimo Chiapponi            | Renault Mégane Maxi          | 3:06:14.0                    | +7:08.4                      |                              |
| 3.                              | Pavel Sibera                 | Petr Gross                   | Škoda Octavia Kit Car        | 3:06:39.9                    | +7:34.3                      |                              |
| 4.                              | Lionel Robaglia              | Stéphane Arnaud              | Peugeot 309 GTI              | 3:20:40.3                    | +21:34.7                     |                              |
| 5.                              | Serge Amorotti               | Hervé Amorotti               | Ford Escort RS Cosworth      | 3:22:53.7                    | +23:48.1                     |                              |
| 6.                              | Pierre-Michel Olivier        | Olivier Contesso             | Renault Clio Williams        | 3:23:00.0                    | +26:45.2                     |                              |
| 7.                              | François Couchet             | Nicolas Berthoud             | BMW 325i E36                 | 3:25:19.5                    | +26:13.9                     |                              |
| 8.                              | Régis Triboulet              | James Boisset                | Peugeot 306 S16              | 3:25:43.1                    | +26:37.5                     |                              |
| 9.                              | Frédéric Papavero            | Yannick Gloaguen             | Renault Clio Williams        | 3:25:52.5                    | +26:46.9                     |                              |
| 10.                             | Marta Candian                | Mara Biotti                  | Mitsubishi Lancer Evo V      | 3:26:09.8                    | +27:04.2                     |                              |
| Klasyfikacja mistrzostw Francji |                              |                              |                              |                              |                              |                              |
| 1.                              | Philippe Bugalski            | Jean-Paul Chiaroni           | Citroën Xsara Kit Car        | 3:30:21.1                    | 0.0                          |                              |
| 2.                              | Lionel Robaglia              | Stéphane Arnaud              | Peugeot 309 GTI              | 3:20:40.3                    | +21:34.7                     |                              |
| 3.                              | Serge Amorotti               | Hervé Amorotti               | Ford Escort RS Cosworth      | 3:22:53.7                    | +23:48.1                     |                              |
| 4.                              | Pierre-Michel Olivier        | Olivier Contesso             | Renault Clio Williams        | 3:23:00.0                    | +26:45.2                     |                              |
| 5.                              | François Couchet             | Nicolas Berthoud             | BMW 325i E36                 | 3:25:19.5                    | +26:13.9                     |                              |
| 6.                              | Régis Triboulet              | James Boisset                | Peugeot 306 S16              | 3:25:43.1                    | +26:37.5                     |                              |
| 7.                              | Frédéric Papavero            | Yannick Gloaguen             | Renault Clio Williams        | 3:25:52.5                    | +26:46.9                     |                              |